# Péninsule de Gwadar
Ne doit pas être confondu avec Gwadar.
La péninsule de Gwadar est une péninsule du Pakistan située dans l'océan Indien, en mer d'Arabie. Elle est constituée d'une ancienne île rocheuse reliée au continent par un tombolo. Elle délimite deux baies, la baie Orientale à l'est et la Paddi Zir à l'ouest, qui constituent deux ports naturels. Cette situation favorable sur les routes maritimes au débouché du golfe Persique a permis le développement de la ville portuaire de Gwadar sur le tombolo.

## Géographie
La péninsule est située à Gwadar, entre les villes de Jiwani (en) et Pasni, ou plus largement encore entre Karachi et Bandar Beshsti. Elle se situe dans une des zones les moins peuplées du Pakistan à cause de l’aridité du lieu. Son importance géostratégique fut vite compris par les peuples locaux, vu sa position étant celle la plus au sud de tout le Makran, hormis la pointe de Jinwani, mais qui se situe plus près de la frontière avec l'Iran.
Le relief accidenté de l'endroit est lié aux chaines de montagnes du Makran range central et du Sahan range, ou plus largement du Baloutchistan.

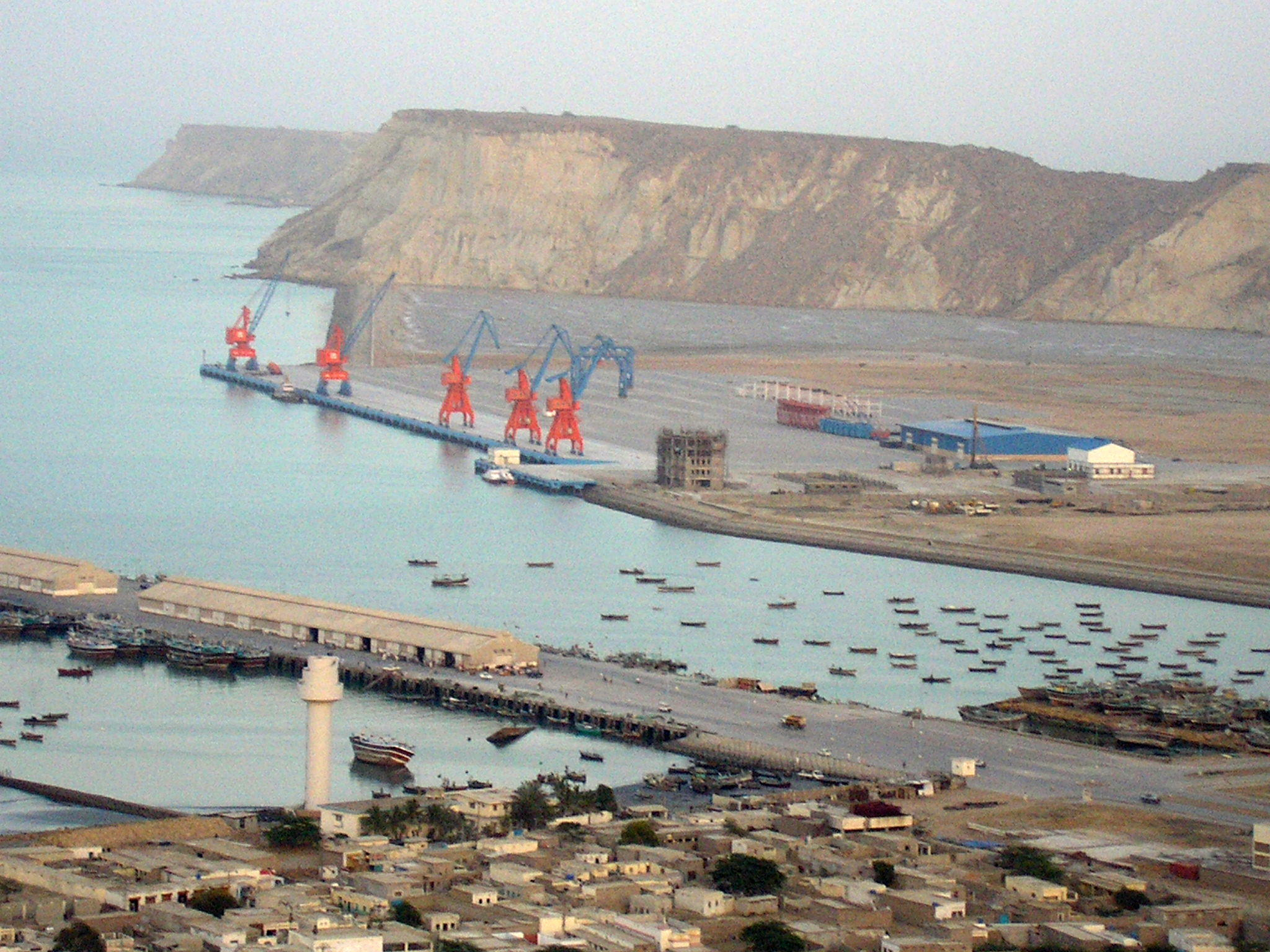
Vue du port de Gwadar avec les falaises de la péninsule en arrière-plan.